# Kahoku (Išikawa)
Kahoku (japonsky:かほく市; Kahoku-ši) je japonské město v prefektuře Išikawa na ostrově Honšú. Žije zde přes 35 tisíc obyvatel. Ve městě působí 3 střední školy a vyšší zdravotnická škola.

## Partnerská města
- Messkirch, Německo (3. květen 1985)